# Barbosella ricii
Barbosella ricii är en orkidéart som beskrevs av Carlyle August Luer och Roberto Vásquez. Barbosella ricii ingår i släktet Barbosella och familjen orkidéer.
Artens utbredningsområde är Bolivia. Inga underarter finns listade i Catalogue of Life.